# Leonid Nikolaïev
Pour les articles homonymes, voir Nikolaïev.
Leonid Vladimirovich Nikolaïev (en russe : Леони́д Влади́мирович Никола́ев ; Kiev, 13 août 1878 – Tachkent, 11 octobre 1942) est un pianiste, compositeur et pédagogue russe et soviétique. Il est l'un des représentants les plus éminents de l'école russe de piano de la première moitié du XXe siècle.

## Biographie
Nikolaïev est né à Kiev in 1878. Il commence sa formation au piano avec Vladimir Puchalski et la théorie avec Evgeny Ryba au collège musical. En 1897, il entre au Conservatoire de Moscou. Au piano, il est l'élève de Vassili Safonov et est diplômé en 1900. Il étudie la composition avec Sergueï Taneïev et Mikhaïl Ippolitov-Ivanov deux ans plus tard. Pendant une longue période, Nikolaïev est professeur de piano au Conservatoire de Saint-Pétersbourg dès 1912 et dont il a été temporairement directeur. Ses étudiants comprennent notamment Dmitri Chostakovitch, Alexandre Kamenski, Natan Perelman (de), Isaak Schwarz, Vladimir Sofronitsky, Pavel Serebriakov, Maria Youdina et Alexandre Zakine
Il devient l'ami de Chostakovitch – Chostakovitch « l'admirait en tant que musicien de premier plan et un homme d'une grande sagesse et connaissances » il dit aussi de lui : « Il n'a pas simplement formé des pianistes, mais d'abord l'esprit de musiciens. Il n'a pas créé une école dans le sens étroit de certains qui engage un professionnel en sens unique. Il formait et nourrissait une tendance esthétique générale dans l'art pianistique ». La seconde sonate pour piano (1943) de Chostakovitch est dédiée à son ancien professeur.
Nikolaïev est évacué à Tachkent après l'invasion de la Russie en 1941, avec d'autres musiciens et il est mort en 1942 de la fièvre typhoïde.
Le répertoire du pianiste comprenait des œuvres de Beethoven à Rachmaninov. Il a également été l'un des premiers promoteurs des œuvres de Prokofiev et Medtner.
Ses compositions comprennent des œuvres symphoniques, des œuvres chorales, des quatuors à cordes et diverses œuvres pour le violon, le violoncelle et le piano.